# حسین سلاح‌ورزی
حسین سِلاح‌ورزی (۱۳۴۹ خرم‌آباد) فعال اقتصادی و مدیر اجرایی است که ریاست دوره دهم اتاق بازرگانی ایران را بر عهده داشت. در مهرماه ۱۴۰۲ برخی خبرگزاری‌ها اعلام کردند که انتخابات اتاق بازرگانی ابطال شده و ریاست او به پایان رسیده است.

## سوابق
سلاح ورزی فعالیت اقتصادی خود در بخش خصوصی را در سال ۱۳۷۳ و در کسوت ریاست هیئت مدیره شرکت آهک صنعتی و هیدراته - (تولیدی) شروع کرد. او دانش‌آموخته دانشگاه صنایع و معادن ایران و دانشگاه آزاد اسلامی در مقطع دکتری است. در دوران ریاست غلامحسین شافعی در اتاق بازرگانی، به‌عنوان معاون چهار سال مسئولیت داشته است. سلاح ورزی همچنین سابقه عضویت در شورای عالی کار و شورای عالی بورس را نیز در کارنامه خود دارد.

## انتخاب و برکناری از ریاست اتاق ایران
حسین سلاح ورزی در خرداد ماه ۱۴۰۲ به عنوان رئیس دهمین دوره اتاق بازرگانی ایران انتخاب شد. این انتخاب با واکنش برخی رسانه‌ها مواجه شد. برخی رسانه‌ها مدعی شده‌اند که علت مخالفت‌ها با سلاح ورزی توییت‌های او در جریان اعتراضات ۱۴۰۱ ایران بوده است. برکناری او از ریاست اتاق بازرگانی در آبان ماه ۱۴۰۲ از سوی سید احسان خاندوزی وزیر اقتصاد اعلام شد.